# 樋渡ヨシ
樋渡 ヨシ（ひわたり ヨシ、1860年（万延元年）- 1933年（昭和8年）5月12日）は、日本の人形作家である。

## 経歴・人物
出羽の平鹿に生まれる。後にかつて鍋島藩付の陶工であり天保期に秋田に移住した野田宇吉の長男、樋渡金太郎と結婚し夫と共に義父からもらった粘土を用いた土人形の制作に携わった。その後は夫は病死し、1874年（明治7年）頃に上吉田村中山に移住し土人形で生計を立てる。
その後は地方回りの歌舞伎を着想した事によって、『熊谷と敦盛』や『常磐御前』、『お軽』等約200の演目を土人形で再現した。後にこれらの人形は「中山人形」と呼ばれ名を馳せ、二代目の子や三代目の孫樋渡義一に継いだ。